# Туризам у Кенији
Кенија, или званично Република Кенија је држава у источној Африци. Граничи се са Јужним Суданом и Етиопијом на северу, на истоку са Сомалијом, на југу са Танзанијом и на западу са Угандом. На југозападу излази на језеро Викторија, а на југоистоку на Индијски океан.
Туризам у Кенији је други највећи приход након пољопривреде. Туристички одсек Кеније одговоран је за одржавање информација и статистика које се тичу туризма у Кенији.

## Историја туризма
Морски, културни, спортски и екотуризам су део туристичког сектора Кеније. Током деведесетих година 20. века, значајно је опао број туриста у Кенији, због убиства неколико туриста тих година. Данас је туризам један од највећих прихода заједно са производоњом кафе.
Након контроверзних председничких избора у Кенији 2007. године и кенијске кризе 2007—2008. године, приходи од туризма у првом делу 2008. године опали су за 54% у односу на 2007. годину. Приходу су пали на 8,08 милјарди шилинга (130,5 милиона америчких долара), са 17,5 милијарди шилинга, колико је зарађено од туризма у периоду од јануара до марта 2007. године. У Кенију је током кризе 2008. године дошло 130,585 туриста, док је годину дана раније било 237.000 туриста. Број туриста из Кине се смањио, док се за преко 50% повећао од стране туриста из Сједињених Држава и Европа. Домаћи туризам је након тога побошљан за 45%, а укупна зарада била је 3,65 милијарди шилинга.
Током 2008. године, конгресни туризам је опао за 87,4% док је 2007. године забележио раст. Отказан је велики број конференција, као и пословна путовања за 21%, а 35914 страних држављана дошло је у земљу у поређењу са 45388 људи који су боравили у Кенији 2007. године.
Кенија је у априлу 2008. године освојила награду за најбољу забаву на Светском сајму путовања у Шангају. Тадашњи секретар кенијског министарства туризма, Ребека Набутола, изјавила је да је награда сведочење о томе да је Кенија јединствена и светска призната дестинација, као и да ће ово достигнуће без сумње побољшати туризам у држави и учинити је водећом дестинацијом.
Највећи број туриста до сада забележен је 2011. године, када је у Кенију стигло 1,8 милиона посетилаца. Након тога уследила су поново убиства, као и терористички напади 2013. и 2014. године, што је довело до ограничења путовања, нарочито из Енглеске. Године 2013. у Кенији је боравило 1,49 милиона туриста. Упркос упозорењима током изборног периода, доласци туриста су повећани за 105,862 туриста више у децембру него у новембру 2017. године, када је у земљи боравило 72573 туриста. Просечно је годишње долазило око 819.000 у периоду од 2006—2017. године.

## Туристичке атракције
У Кенији постоји велики број туристичких центар, а туристе највише привлаче њене плаже, национални паркови и резервати дивљачи. Иако већина туриста посећује сафари, постоје и културни апсекти земље у градовима као што су Момбаса и Ламу. Велики број туриста заинтересован је за обилзака резервата Масаи Мара и села Масаи.

### Национални паркови
Националним парковима Кенија управља Служба за заштиту дивљине Кеније, која се брине о свим заштићеним подручја. Плате радника у парковима иду из буџета паркова који зарађују на улазним таксама за сафари и сотале туре. За разлику од резервата за животиње у националним парковима Кеније није дозвољено насељавање. У Кенији има 24 национална парка и они су једна од највећих туристички атракција у држави.

#### Национални парк Најроби
Национални парк Најроби основан је 1946. године као прво заштићено подручје у држави. Налази се 7 km јужно од центра Најробија, главног град Кеније, од којег га одваја ограда. Небодери града могу се видети из парка, а близина урбане и природне средине често резултира конфликтом између људи и животиња и угрожавањем путева миграције животиња, као и њиховог станишта. Ипак, укркос његовој близини, урбаној средини и малој величини у односу на друге националне паркове Африке, Најроби национални парк има велику и разнолику популацију дивљих животиња. Током миграција на простору парка окупља се велики број биљоједа укљчујући и носороге. Године 1910. простор садашњег парка и његову околину је настањивало 14.000 становника и долазило је до конфликта између људи и животиња. Становници града носили су оружје ноћу, како би се заштитили од лавова и жалили се као су жирафе и зебре уништиле њихове пашњаке.
Порастом броја становништва, животиње су постале ограничене само на равнице западно и јужно од града, а колонијална влада прогласила је ово подручје резерватом дивљачи. Становници Најробија укључујући Карен Бликсен користиле су коње, зебре, газеле и импале као превозно средство у овом резервату.

#### Национални парк Цаво
Национални парк Цаво је највећи и најстарији национални парк у Кенији. Састоји се од два дела Источног и Западног које дели пут и пруга који повезују Најроби и Момбасу. Добио је име по реци Цаво, притоци реке Ати која од ушћа реке Цаво мења име у Галана. Национални парк је основан 1948. године. Површина источног дела је 11.747 km², а западног 9.065 km². Оба национална парка се налазе у Обалној провинцији Кеније. На простору парка Цаво се среће велики број животињских врста, посебно сисара међу којима је и пет великих - Big five (слон, носорог, лав, леопард и биво), као и око 500 регистрованих врста птица.

#### Национални парк Амбосели
Амбосели је стациниран у јужној Кенији, у провинцији Раседна долина, дистрикту Каџиадо. Налази се у непосредној близини границе са Танзанијом и у подножју Килиманџара. Познато је да је инспирисан подручјем Амбоселија Ернест Хемингвеј писао своју чувену књигу Снегови Килиманџара по којој је снимљен истоимени филм. Површина Националног парка Амбосели је 392 km². Амбосели је добио име по речи за прашњаво место из језика народа Масаи који аутохтоно живи на овом простору. Вегетација у националном парку је типа саване. У националном парку је присутно свих пет врста које чине групу од пет великих дивљих животиња које привлаче посебну пажњу сафари туриста: лав, леопард, слон, носорог и биво. Лако је видети велика крда слонова. Амбосели је 1991. године проглашен за резерват биосфере у оквиру Унеско-вог програма МаБ. Површина парка је 392 km², а он је првобитно основан 1906. године као национална резерва, да би статус националног парка добио 1974. године.
На простору парка налази се мочварна подручја, пописано је 400 врста птица укључујући 47 птица грабљивица. Атракције у парку укључују посматрање слонова, птица, а у оквиру њега налази се и планина Килиманџаро.

#### Национални парк Абердаре
Национални парк Абердаре је национални парк у Кенији који је основан 1950. године. Налази се 100 km северно од Најробија, главног град Кеније. Национални парк обухвата више делове планинских венаца вулканског порекла Абердаре на надморским висинама од 1000 до 4000 m. У Националном парку Абердаре налази се више водопада међу којима је и највиши водопад у Кенији - Гуру водопад висок 457 m. Познати су такође и Каруру и Магуру водопади. Национални парк Абердаре добио је статус националног парка 1950. године. Током Мау-Мау устанка који је допринео ослобођењу Кеније о колонијалне власти подручје Абердаре планина било је значајно упориште устаника. Преноћишта за туристе која су била изграђена у крошњама дрвећа 1932. године  оштећена су током устанка и реновирана 1957. године .
Неке од пописаних врста у парку су афрички биво, црни носорог, слон, леопард, лав, пегава хијена, џиновска шумска свиња, маслинасти бабун и бели и црни колобус.

#### Масаи Мара
Масаи Мара је велики резерват природе у југозападној Кенији, провинција Раседна долина, дистрикт Нарок. Налази се уз саму границу са Танзанијом и представља наставак Националног парка Серенгети. Површина резервата Масаи Мара је 1530 km² и заједно са Националним парком Серенгети чија је површина 25 000 km² чини област Серенгети познату по изузетно богатом животињском свету. Резерват је добио име по реци Мара која протиче ту и по народу Масаи који је аутохтоно становништво у овој области. Вегетација у резервату је типа саване. У резервату је присутно свих пет врста које чине групу од пет великих дивљих животиња које привлаче посебну пажњу за сафари: лав, леопард, слон, носорог и биво. Резерват је основан 1961. године. Представља значајан туристички и научно-истраживачки потенцијал. Позната је велика миграција зебри и гнуа која се дешава сваке године у периоду од јула до октобра.

#### Национални парк Накуру
Накуру је слано језеро у Великој раседној долини, јужно од града Накуруа у Кенији. Познато је по великом броју алги које привлаче милионе фламингоса. Ту живи и велики број других животиња и због тога је 1961. године основан Национални парк језера Накуру на подручју од 188 km². Рамсарска конвенција га је заштитила, а 2011. године је уписано на УНЕСКО-ву светску баштину у Африци заједно са другим повезаним плитким кенијским језерима Велике раседне долине (Богорија и Елментејта). Подручје је заштићено у оквиру Националног парка Накуру.

## Статистике
Године 2000. у Кенији је боравило 1.036.628 посетилаца, а приходи од туризма износили су 257 милиона америчких долара. Исте, 200. године америчка Влада проценила је да је цена боравка у Најробију 202 долара дневно, у поређењу са 94 до 114 долара дневно, колико је потребно издвојити у Момбаси, а све то у зависности од времена у години. Године 2013. туристичка индустра Кенија зарадила је 66 милиона долара од угандских туриста, према Угандском одбору за туризам.

## Екотуризам
Екотуризам у Кенији често је у понуди и потражњи. Годишње се заинтересованост за екотуризам у Кенији повећа за 10%. Кенијске природне лепоте и јединствени пејзажи заслужни су за раст екотуризма, а највећи део финансија управо је из ове области туризма. Због великог развоја екотуризма, велики број локалног становништва националних паркова и природниј резервата почео је да ради у области туризма, продаји и сличним пословима. Ова пракса помаже у смањењу лова, риболова и сече шуме, а од прихода се граде медицински објекти, чисте изворишта, граде путеви и нови објекти за мсештај туриста, који обезебђују бољи животни стандард становништва Кеније.
Са порастом туризма и накнадним приливом у економским приликама у Кенији долази и постепена деградација његовог окружења и самих екосистема који су наводно очувани као главне атракције туриста. Изградњом инфраструктуре и нових објеката, значајно су се смањиле шуме на поједине пределе, што је утицало да многе животињске врсте напусте та подручја. Животињске врсте под притиском одлазе из урбанизованих подручја и одлазе у околна, што доводи до гуже и конкуренције између врста које се не слажу.

## Галерија
- Плажа Малиндија
- Хотелски смештај уз плажу, Момбсаса
- Музеј Карен Бликсен
- Језеро Туркана, познато још и као Фламинго језеро
- Тврђава у граду Момбаса

- Плажа Диан
- Поглед на Чулу брда
- Сафари тура у Кенији